# Like a Virgin (bài hát)
"Like a Virgin" là một bài hát của nghệ sĩ thu âm người Mỹ Madonna nằm trong album phòng thu thứ hai của cô cùng tên (1984). Nó được phát hành vào ngày 31 tháng 10 năm 1984 như là đĩa đơn đầu tiên trích từ album bởi Sire Records và Warner Bros. Records. Ngoài ra, bài hát còn xuất hiện trong nhiều album tuyệt phẩm của Madonna, như The Immaculate Collection (1990) và Celebration (2009). "Like a Virgin" được đồng viết lời bởi Tom Kelly và Billy Steinberg, trong khi phần sản xuất được đảm nhiệm bởi Nile Rodgers. Được lấy cảm hứng từ những trải nghiệm trong tình yêu lúc bấy giờ của Steinberg, nó được lựa chọn bởi Michael Ostin của Warner Bros. Records sau khi lắng nghe một bản thu nháp được thể hiện bởi Kelly. Tuy nhiên, ban đầu Rodgers cảm thấy rằng bài hát không đủ độ bắt tai và sẽ không thích hợp cho Madonna, nhưng sau đó ông đã thay đổi ý kiến của bản thân khi bị ám ảnh bởi những giai điệu của nó trong nhiều ngày.
"Like a Virgin" là một bản dance-pop mang nội dung đề cập đến ám chỉ ẩn ý và mơ hồ liên quan đến tình yêu của một cô gái, được diễn giải theo nhiều cách khác nhau. Sau khi phát hành, nó nhận được đánh giá tích cực từ các nhà phê bình âm nhạc, trong đó họ xác định đây là một trong những bản nhạc giúp định hình sự nghiệp và phong cách âm nhạc của Madonna. Bài hát cũng gặt hái những thành công vượt trội về mặt thương mại, đứng đầu các bảng xếp hạng ở Úc và Canada, đồng thời lọt vào top 10 ở hầu hết những quốc gia nó xuất hiện, bao gồm vươn đến top 5 ở những thị trường lớn như Bỉ, Phần Lan, Đức, Ireland, Hà Lan, New Zeland và Vương quốc Anh. Tại Hoa Kỳ, "Like a Virgin" đạt vị trí số một trên bảng xếp hạng Billboard Hot 100 trong sáu tuần liên tiếp, trở thành đĩa đơn quán quân đầu tiên của Madonna tại đây. Tính đến nay, nó đã bán được hơn 5 triệu bản trên toàn cầu, trở thành một trong những đĩa đơn bán chạy nhất mọi thời đại.
Video ca nhạc cho "Like a Virgin" được đạo diễn bởi Mary Lambert, trong đó bao gồm những cảnh Madonna hát trên một con thuyền đáy bằng ở Venice, bên cạnh hình ảnh cô mặc một chiếc váy cưới màu trắng ở một cung điện. Nó đã thu hút sự chú ý của giới truyền thông bởi hình tượng một người phụ nữ độc lập về tình dục của nữ ca sĩ và sự xuất hiện của một người đàn ông dưới diện mạo mặt nạ sư tử như của Saint Mark, cũng như so sánh sự khêu gợi của nó với sức sống của thành phố Venice. Madonna đã trình diễn bài hát trong nhiều chuyến lưu diễn trong sự nghiệp của cô, và hầu hết những màn trình diễn của nó đều nhận được nhiều phản ứng mạnh mẽ và ồn ào từ giới truyền thông. Kể từ khi phát hành, "Like a Virgin" đã được ghi nhận trong việc củng cố vị thế của Madonna như là một biểu tượng văn hóa đại chúng, đồng thời hình tượng cởi mở về tình dục của cô đã được chấp nhận rộng rãi bởi thế hệ trẻ, và dẫn đến trào lưu những thiếu nữ học tập theo nữ ca sĩ.

## Danh sách bài hát
| - Đĩa 7" tại Hoa Kỳ 1. "Like a Virgin" (bản album) – 3:38 2. "Stay" (bản album) – 4:04 - Đĩa 12" maxi tại Canada và Hoa Kỳ 1. "Like a Virgin" (dance phối lại) – 6:04 2. "Stay" (bản album) – 4:04 | - Đĩa 12" quảng bá tại Nhật 1. "Like a Virgin" (dance phối lại) – 6:07 2. "Supernatural Love" (thể hiện bởi Donna Summer) – 6:11 - Đĩa CD maxi tại Đức / Vương quốc Anh (1995) 1. "Like a Virgin" (dance phối lại mở rộng) – 6:04 2. "Stay" – 4:04 |

## Thành phần thực hiện
Thành phần thực hiện được trích từ ghi chú của Like a Virgin, Sire Records.
- Madonna – giọng hát
- Billy Steinberg – viết lời
- Tom Kelly – viết lời
- Nile Rodgers – sản xuất, lập trình trống, guitar
- Bernard Edwards – bass
- Tony Thompson – trống
- Rob Sabino – bass synthesizer, synthesizer hỗn hợp
- Jellybean Benitez – 12" phối lại

## Xếp hạng
| Bảng xếp hạng (1984-85)                  | Vị trí cao nhất |
| ---------------------------------------- | --------------- |
| Úc (Kent Music Report)                   | 1               |
| Áo (Ö3 Austria Top 40)                   | 8               |
| Bỉ (Ultratop 50 Flanders)                | 2               |
| Canada (RPM)                             | 1               |
| Châu Âu (European Hot 100 Singles)       | 2               |
| Phần Lan (Suomen virallinen lista)       | 5               |
| Pháp (SNEP)                              | 8               |
| Đức (Official German Charts)             | 4               |
| Ireland (IRMA)                           | 4               |
| Ý (FIMI)                                 | 16              |
| Nhật Bản Quốc tế (Oricon)                | 1               |
| Hà Lan (Dutch Top 40)                    | 4               |
| Hà Lan (Single Top 100)                  | 4               |
| New Zealand (Recorded Music NZ)          | 2               |
| Na Uy (VG-lista)                         | 8               |
| Thụy Điển (Sverigetopplistan)            | 15              |
| Thụy Sĩ (Schweizer Hitparade)            | 9               |
| Anh Quốc (OCC)                           | 3               |
| Hoa Kỳ Billboard Hot 100                 | 1               |
| Hoa Kỳ Adult Contemporary (Billboard)    | 29              |
| Hoa Kỳ Dance Club Songs (Billboard)      | 1               |
| Hoa Kỳ Hot R&B/Hip-Hop Songs (Billboard) | 9               |

| Bảng xếp hạng (1984)                 | Vị trí |
| ------------------------------------ | ------ |
| Australia (Kent Music Report)        | 63     |
| Netherlands (Single Top 100)         | 82     |
| UK Singles (Official Charts Company) | 18     |
| Bảng xếp hạng (1985)                 | Vị trí |
| Australia (Kent Music Report)        | 25     |
| Belgium (Ultratop 50 Flanders)       | 54     |
| Canada (RPM)                         | 35     |
| Europe (European Hot 100 Singles)    | 10     |
| France (SNEP)                        | 47     |
| Germany (Official German Charts)     | 40     |
| Italy (FIMI)                         | 70     |
| Netherlands (Dutch Top 40)           | 72     |
| New Zealand (Recorded Music NZ)      | 11     |
| Norway Winter Period (VG-lista)      | 20     |
| UK Singles (Official Charts Company) | 57     |
| US Billboard Hot 100                 | 2      |
| US Hot Dance Club Songs (Billboard)  | 31     |

| Bảng xếp hạng (1980-89)              | Vị trí |
| ------------------------------------ | ------ |
| UK Singles (Official Charts Company) | 53     |
| US Billboard Hot 100                 | 25     |

| Bảng xếp hạng                | Vị trí |
| ---------------------------- | ------ |
| US Billboard Hot 100         | 121    |
| US Billboard Hot 100 (Women) | 38     |

## Chứng nhận
| Quốc gia | Chứng nhận | Số đơn vị/doanh số chứng nhận |
| --- | ---------- | ----------------------------- |
| Nhật Bản (RIAJ) | —          | 121,780                       |
| Anh Quốc (BPI) | Vàng       | 925,000                       |
| Hoa Kỳ (RIAA) | Vàng       | 1,900,000                     |
| Nhạc số |            |                               |
| Hoa Kỳ (RIAA) | —          | 240,000                       |
| * Chứng nhận dựa theo doanh số tiêu thụ. ^ Chứng nhận dựa theo doanh số nhập hàng. ‡ Chứng nhận dựa theo doanh số tiêu thụ và phát trực tuyến. |            |                               |